# أنتوني كيبينسكي
أنتوني إغناسي تاديوس كيبينسكي (16 نوفمبر 1918 - 8 يونيو 1972) هو طبيب نفسي وفيلسوف بولندي. تأثر كيبينسكي في فترة شبابه بنهج كارل يونغ. يُشتهر كيبينسكي باعتباره منشئ مفهومي استقلاب المعلومات (آي إم) والطب النفسي القيمي.

## أعماله

### متلازمة أوشفيتس
نظرًا إلى مشاركته في برنامج إعادة تأهيل سجناء معسكرات الاعتقال السابقين في خمسينيات القرن العشرين، يمكن اعتبار كيبينسكي رائدًا في أبحاث اضطراب الكرب التالي للصدمة. نشأت فكرة هذه الأبحاث في ذهن زميل كيبينسكي، ستانيسواف كلودزينسكي. عمل الاثنان بالتعاون مع زملائهما الباحثين من عيادة الطب النفسي التابعة للأكاديمية الطبية في كراكوف على فحص أعداد كبيرة من الناجين ممن سجنوا في أوشفيتس بيركيناو، واستطاعوا تخطيط الصورة السريرية لمتلازمة معسكرات الاعتقال التي أطلقوا عليها اسم متلازمة «كيه زد». وفقًا لإفادة الطبيب النفسي كرزيستوف روتكوفسكي، خضعت هذه الملازمة إلى مزيد من الدراسة لاحقًا في دول أخرى (على سبيل المثال في الولايات المتحدة بعد حرب فيتنام في سبعينيات القرن العشرين)، وتُعرف في الوقت الحالي باسم اضطراب الكرب التالي للصدمة.

### خصوصية الفحص الطبي النفسي
يؤكد زملاء عمل كيبينسكي وكاتبي سيرته الذاتية أن السمة الجوهرية لنشاطه المهني متمثلة في النهج الفريد الذي يتبعه في التعامل مع المرضى، إذ استوحى هذا النهج من فلسفة الحوار. خصص كيبينسكي جزءًا من كتاباته لخصائص الفحص الطبي النفسي وتقاسيمه. من وجهة نظره، لا يجب اقتصار التشخيص والعلاج على التحليل المنطقي، إذ يُعد إدخال البعد العاطفي أمر لا غنى عنه في علم النفس. نتيجة لذلك، يجب على المعالج النفسي تأسيس علاقة عاطفية مع المريض، مبنية على التقمص الوجداني والثقة. يجب على التسلسل الهرمي الموجود في مثل هذه العلاقات الحفاظ على شكل أفقي إلى حد ما، إذ يمكن لكلا الطرفين تعلم الكثير من بعضهما البعض. ينبغي على الطبيب المعالج امتلاك موقف عام من شأنه تشجيع المريض على مشاركة تجاربه، ومشاعره وأفكاره دون خوف من الأحكام. بهذه الطريقة، يحصل الطريق على فرصة أفضل لفهم بنية عالم المريض الداخلي وجماله بالإضافة إلى تأسيس القاعدة المناسبة للتشخيص. يُعد ارتداء الأقنعة، وتولي موقع التفوق والتعامل بزيف خلال التفاعل العلاجي من أبرز الأخطاء التي يقع فيها المعالجون النفسيون.

### الطب النفسي القيمي
في الفلسفة، تمثل الأكسيولوجيا نظرية القيمة. وفقًا لكيبينسكي، تُعد مشكلة القيمة ذات أهمية قصوى في الطب النفسي. تنطوي مشكلة القيمة على بعدين اثنين. أولًا، توجد بعض القيم الأخلاقية المحددة التي يجب استخدامها في توجيه الأطباء عبر ممارستهم المهنية. ثانيًا، يجب امتلاك العملية العلاجية النفسية في الطب النفسي القدرة على إحداث إعادة تنظيم أو إعادة بناء لتسلسل القيم الهرمي لدى المريض.
تُعد أخلاقيات علم الأحياء لكيبينسكي مستمدة بشكل مباشر من قسم أبقراط. كرر كيبينسكي وجهة النظر السائدة على نطاق واسع، التي تقول إن الهدف الرئيسي من الطبيب النفسي متمثل في توفير الراحة للمرضى. يُعتبر اختيار العمل كطبيب نوعًا من التكليف بمهمة أو الدعوة وليست مجرد مهنة عادية مدفوعة الأجر. تكمن إحدى القيم الجوهرية التي يجب التمسك بها في الأمل. دون وجود هذه القيمة، قد تصبح جميع التدابير التي يتخذها الأطباء عديمة المعنى. علاوة على ذلك، يمكن للمرضى أحيانًا كشف التحير على وجه طبيبهم المعالج. يجب بالتالي تقييم ما إذا كان التحسين واقعيًا في جميع الحالات باعتباره موجهًا لمهنة الطب.
يتمثل الموضوع القيمي الآخر للطب النفسي لدى كيبينسكي في وجهة نظره حيال الذهان، على وجه الخصوص الفصام. وفقًا لوجهة النظر هذه، قد يُنظر إلى الذهان بوصفه تشوهات في التسلسل الهرمي للقيم الذي يمثل أحد الجوانب الرئيسية لعملية استقلاب المعلومات الحاصلة في جسم المريض. شدد كيبينسكي على دور العمل العلاجي النفسي في تشكيل تسلسل هرمي صحي للقيم، ما يسمح للمريض بالتفاعل مع الواقع بطريقة أكثر توازن. اعتُبرت وجهة نظره القيمية حيال علم الأمراض النفسية فريدة من نوعها وجديدة في الطب النفسي البولندي. مهدت وجهة نظره هذه الطريق أمام اتجاهات بحثية جديدة، لدرجة اعتراف بعض المراجعين بأعمال كيبينسكي كأساس لفرع جديد من الطب النفسي.